# Les Messagers (film, 2014)
Pour plus de détails, voir Fiche technique et Distribution.
Les Messagers est un documentaire français réalisé par Hélène Crouzillat et Lætitia Tura, sorti en 2014.

## Synopsis
D’un côté, le détroit de Gibraltar et ses 15 kilomètres de large. De l’autre, la barrière entourant Ceuta et Melilla sur la côte marocaine. Dans les deux cas, le passage obligé de nombreux migrants d’Afrique pour atteindre l’Espagne ; un passage qui ne serait pas aussi dangereux si les autorités frontalières ne cherchaient pas à les empêcher de passer, coûte que coûte…

## Fiche technique
- Titre : Les Messagers
- Scénario et réalisation : Hélène Crouzillat, Lætitia Tura
- Son et photographie : Hélène Crouzillat, Lætitia Tura[1]
- Montage : Agnès Mouchel, Marie Tavernier
- Montage son et mixage : Delphine Ameil
- Musique : Martin Wheeler
- Production : The Kingdom, Cinaps TV, Territoires en Marge (coproduction)[1]
- Distributeurs : Prima Luce
- Genre : documentaire
- Format : couleur
- Durée : 70 minutes
- Date de sortie :
  - 20 mars 2014 au festival Cinéma du réel
  - 8 avril 2015 en salles en France

## Distinctions

### Nominations
2014
Cinéma du réel : Prix Joris Ivens

## Réception
« Les cinéastes françaises ont pris le parti d’humaniser ces migrants, à la fois pour leurs familles restées dans leurs pays d’origine au sud du Sahara et pour ceux, au nord, qui feignent souvent d’ignorer ces gens qui nous dérangent. […] [Les migrants] racontent les grandes vagues, le choc des pirogues, le naufrage ».
Le dispositif des Messagers alterne "les plans sur les extérieurs et les entretiens face caméra des rescapés" ; on comprend alors que "la parole recueillie a pour rôle de combler l’absence insupportable des disparus. À défaut de pouvoir matérialiser ce hors-champ (dont la bouleversante dernière scène rendra compte en énonçant les identités de certaines victimes dont on n’aura jamais vu le visage, même par le biais d’une photo), les mots sont donc chargés de cette mission réparatrice, de donner corps à ceux qui n’ont même plus la possibilité d’apparaître dans le champ"
"Les témoignages des survivants, qui racontent le naufrage des frêles embarcations ou les sévices des forces de sécurité marocaines et espagnoles, sont ponctués de photos de paysages étrangement vides, comme des no man's land peuplés de fantômes".